# Ткачик золотоспинний
Тка́чик золотоспинний (Ploceus jacksoni) — вид горобцеподібних птахів ткачикових (Ploceidae). Мешкає в Східній Африці.

## Опис

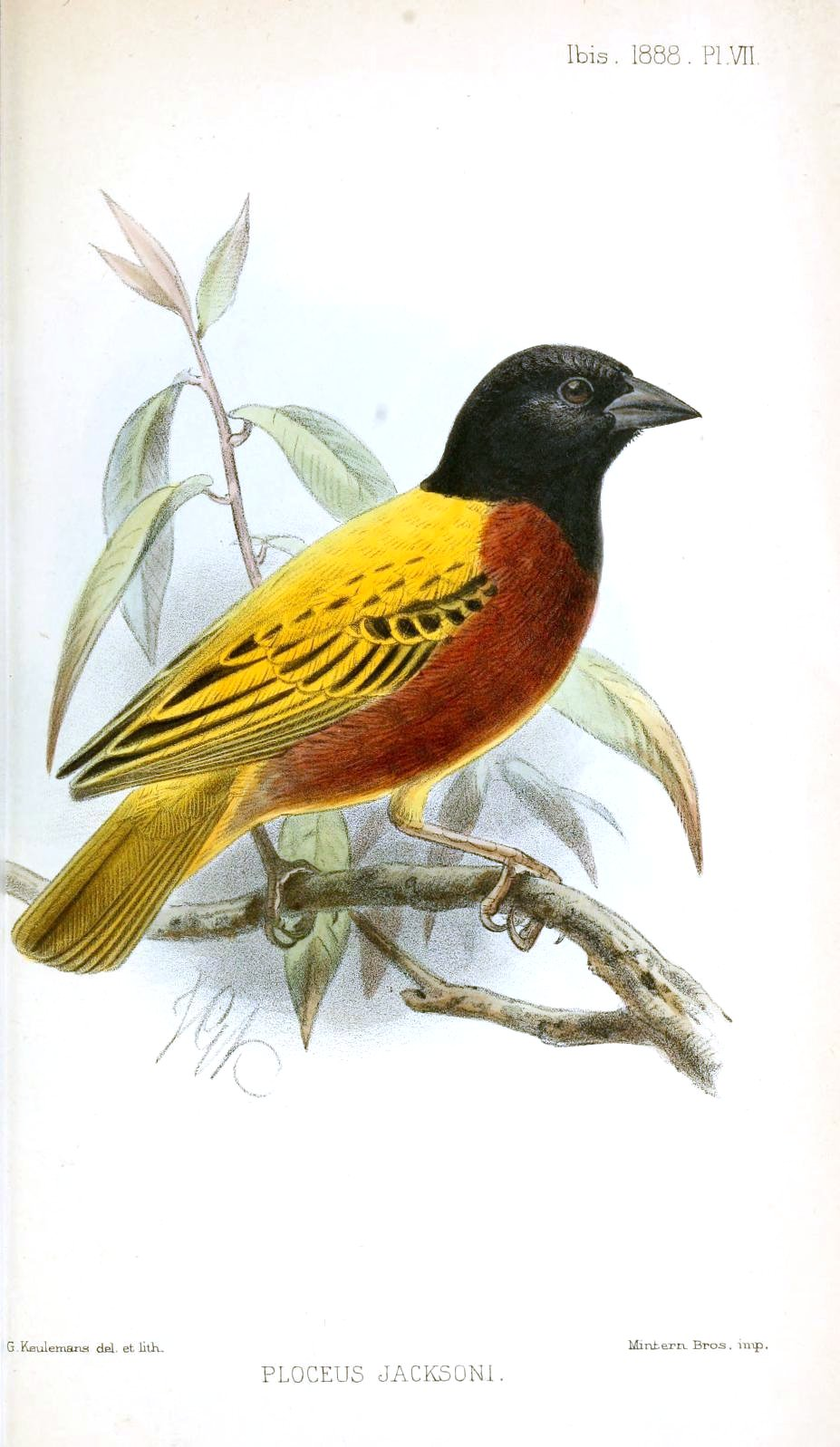
Золотоспинний ткачик

Довжина птаха становить 13-15 см. У самців голова, шия і верхня частина грудей чорні, решта нижньої частини тіла рудувато-коричнева. Спина золотисто-жовта, крила чорні, пера на крилах мають широкі жовті края. Очі червоні. У самиць крила чорно-жовті, голова і нижня частина тіла жовтувато-білі.

## Поширення і екологія
Золотоспинні ткачики мешкають на півдні Південного Судану, на заході і півдні Кенії, в Танзанії, Уганді і Бурунді, були інтродуковані до ОАЕ. вони живуть на болотах, в заростях очерету на берегах річок і озер, в саванах і тропічних лісах. Живляться насінням і комахами. Золотоспинні ткачики є полігамними, на одного самця припадає кілька самиць. Гніздяться колоніями. В кладці 2-3 синьо-зелених яйця.